# Halostachys
Halostachys là chi thực vật có hoa trong họ Amaranthaceae.

## Hình ảnh

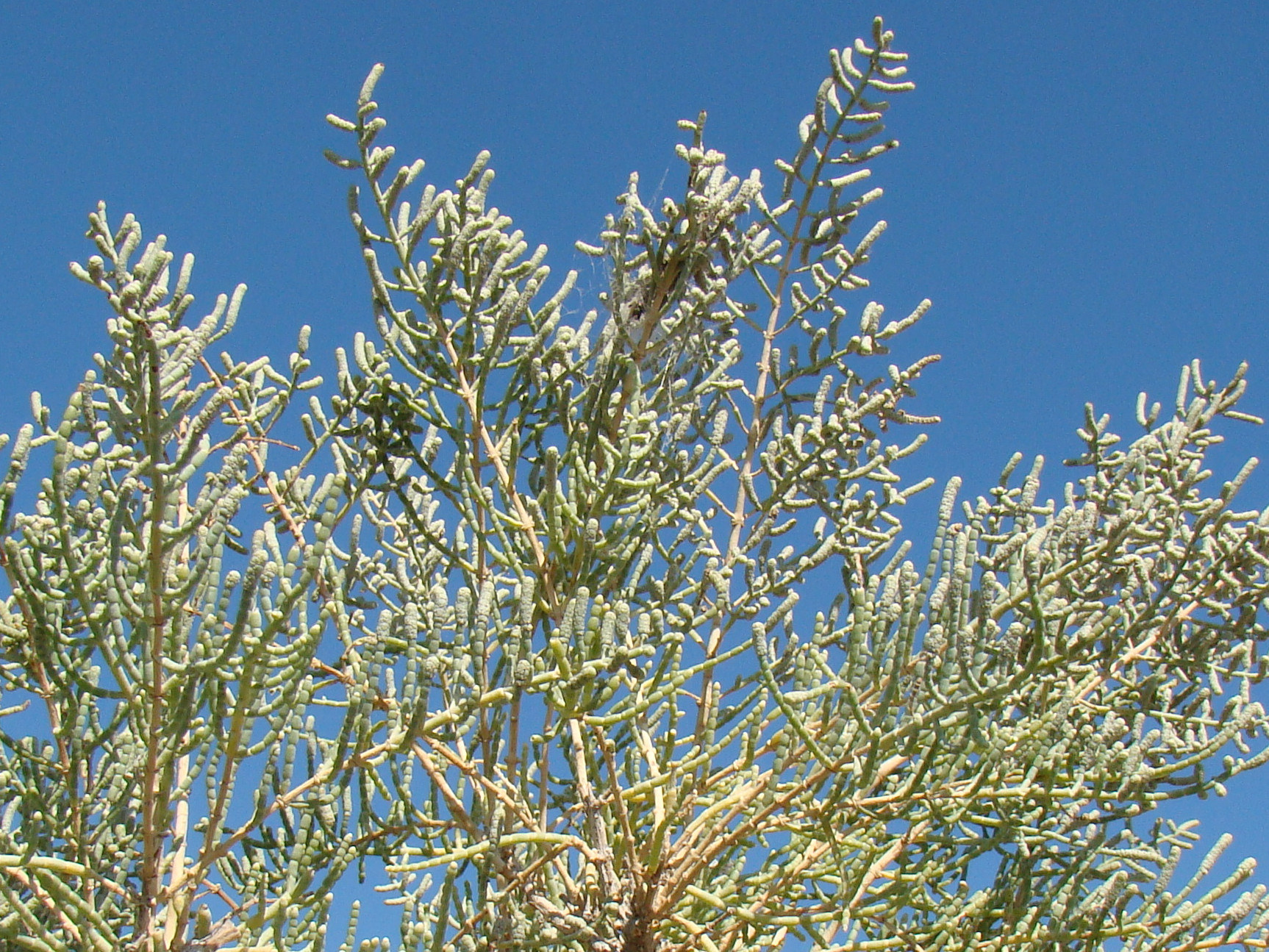